# Marco Valerio Messalla Corvino (console 58)
Marco Valerio Messalla Corvino (in latino Marcus Valerius Messalla Corvinus; fl. I secolo) è stato un politico romano, console nel 58.
Corvino era il figlio del console Marco Valerio Messalla e nipote di Marco Valerio Messalla Messallino.
Nel 46/47 Corvino era un membro dei Fratelli Arvali. Nell'anno 58, servì come un console ordinario insieme all'imperatore romano Nerone. Durante il suo consolato, il Senato romano gli donò mezzo milione di sesterzi come sussidio per il mantenimento del suo rango senatoriale.
Corvino era un membro della gens repubblicana Valeria. Corvino era l'omonimo del senatore romano e patrono della letteratura augustea Marco Valerio Messalla Corvino, suo bisnonno. Fu l'ultimo membro patrizio della sua gens.

## Ascendenza
|                                      |                           |                            | Genitori                          |  |  | Nonni |  |  | Bisnonni                          |  |  | Trisnonni                          |  |
|                                      |                           |                            |                                   |  |  |       |  |  | 8. Marco Valerio Messalla Corvino |  |  | 16. Marco Valerio Messalla Corvino |  |
|                                      |                           |                            |                                   |  |  |       |  |  | 8. Marco Valerio Messalla Corvino |  |  | 16. Marco Valerio Messalla Corvino |  |
|                                      |                           | 17. Palla                  |                                   |  |  |       |  |  | 8. Marco Valerio Messalla Corvino |  |  |                                    |  |
| 4. Marco Valerio Messalla Messallino |                           |                            |                                   |  |  |       |  |  | 8. Marco Valerio Messalla Corvino |  |  |                                    |  |
|                                      |                           | 9. Calpurnia               | 18. Marco Calpurnio Bibulo        |  |  |       |  |  |                                   |  |  |                                    |  |
|                                      |                           | 9. Calpurnia               | 18. Marco Calpurnio Bibulo        |  |  |       |  |  |                                   |  |  |                                    |  |
|                                      |                           | 9. Calpurnia               | 19. Porzia                        |  |  |       |  |  |                                   |  |  |                                    |  |
| 2. Marco Valerio Messalla            |                           | 9. Calpurnia               |                                   |  |  |       |  |  |                                   |  |  |                                    |  |
|                                      |                           | 10. Gaio Claudio Marcello  | 20. Marco Claudio Marcello        |  |  |       |  |  |                                   |  |  |                                    |  |
|                                      |                           | 10. Gaio Claudio Marcello  | 20. Marco Claudio Marcello        |  |  |       |  |  |                                   |  |  |                                    |  |
|                                      |                           | 10. Gaio Claudio Marcello  | 21. Giunia                        |  |  |       |  |  |                                   |  |  |                                    |  |
| 5. Claudia Marcella minore           |                           | 10. Gaio Claudio Marcello  |                                   |  |  |       |  |  |                                   |  |  |                                    |  |
|                                      |                           | 11. Ottavia minore         | 22. Gaio Ottavio                  |  |  |       |  |  |                                   |  |  |                                    |  |
|                                      |                           | 11. Ottavia minore         | 22. Gaio Ottavio                  |  |  |       |  |  |                                   |  |  |                                    |  |
|                                      |                           | 11. Ottavia minore         | 23. Azia maggiore                 |  |  |       |  |  |                                   |  |  |                                    |  |
| 1. Marco Valerio Messalla Corvino    |                           | 11. Ottavia minore         |                                   |  |  |       |  |  |                                   |  |  |                                    |  |
|                                      | 12. Gneo Domizio Enobarbo | 24. Lucio Domizio Enobarbo |                                   |  |  |       |  |  |                                   |  |  |                                    |  |
|                                      | 12. Gneo Domizio Enobarbo | 24. Lucio Domizio Enobarbo |                                   |  |  |       |  |  |                                   |  |  |                                    |  |
|                                      | 12. Gneo Domizio Enobarbo | 25. Porcia Catona          |                                   |  |  |       |  |  |                                   |  |  |                                    |  |
| 6. Lucio Domizio Enobarbo            | 12. Gneo Domizio Enobarbo |                            |                                   |  |  |       |  |  |                                   |  |  |                                    |  |
|                                      |                           | 13. Emilia Lepida          | 26. Mamerco Emilio Lepido Liviano |  |  |       |  |  |                                   |  |  |                                    |  |
|                                      |                           | 13. Emilia Lepida          | 26. Mamerco Emilio Lepido Liviano |  |  |       |  |  |                                   |  |  |                                    |  |
|                                      |                           | 13. Emilia Lepida          | 27. Cornelia Silla                |  |  |       |  |  |                                   |  |  |                                    |  |
| 3. Domizia Lepida                    |                           | 13. Emilia Lepida          |                                   |  |  |       |  |  |                                   |  |  |                                    |  |
|                                      |                           | 14. Marco Antonio          | 28. Marco Antonio Cretico         |  |  |       |  |  |                                   |  |  |                                    |  |
|                                      |                           | 14. Marco Antonio          | 28. Marco Antonio Cretico         |  |  |       |  |  |                                   |  |  |                                    |  |
|                                      |                           | 14. Marco Antonio          | 29. Giulia                        |  |  |       |  |  |                                   |  |  |                                    |  |
| 7. Antonia maggiore                  |                           | 14. Marco Antonio          |                                   |  |  |       |  |  |                                   |  |  |                                    |  |
|                                      |                           | 15. Ottavia minore (= 11.) | 30. Gaio Ottavio (= 22.)          |  |  |       |  |  |                                   |  |  |                                    |  |
|                                      |                           | 15. Ottavia minore (= 11.) | 30. Gaio Ottavio (= 22.)          |  |  |       |  |  |                                   |  |  |                                    |  |
|                                      |                           | 15. Ottavia minore (= 11.) | 31. Azia maggiore (= 23.)         |  |  |       |  |  |                                   |  |  |                                    |  |
|                                      |                           | 15. Ottavia minore (= 11.) |                                   |  |  |       |  |  |                                   |  |  |                                    |  |